# مرکز پخش خاورمیانه
مرکز پخش خاورمیانه (به عربی:مركز تلفزيون الشرق الأوسط) به اختصار ام‌بی‌سی (به انگلیسی: MBC) یا ام‌بی‌سی گروپ (به عربی: مجموعة إم بي سي و به انگلیسی:MBC Group)، شرکت رسانه‌ای ماهواره‌ای سعودی است که به تولید محتوای سرگرمی و پخش فیلم، سریال و برنامه‌های متنوع می‌پردازد.
این شرکت که در سال ۱۹۹۱ در لندن راه اندازی شد ولی در سال ۲۰۰۲، دفتر مرکزی‌اش در دبی منتقل شد و سپس در سال ۲۰۲۲ به ریاض نقل مکان کرد.
ام‌بی‌سی اولین گروه رسانه‌ای است که برنامه‌های سرگرمی، فیلم، سریال و اخبار را به صورت رایگان و ۲۴ ساعته در ۱۷ شبکه تلویزیونی ماهواره ای رایگان و یک سرویس ویدیویی سفارشی یعنی شاهد را برای سرتاسر جهان عرب پخش می‌کند.
ام‌بی‌سی بیش از ۲۰۰۰ کارمند دارد. در سال‌های اخیر ام‌بی‌سی با دورهای عمده کاهش مالی مواجه شد که منجر به اخراج ۱۵۰ نفر و کاهش عمده تولید شد. این کاهش ها تا حدی به دلیل عدم پوشش هزینه های تولید و عدم کسب حقوق انحصاری برای لیگ عربستان بود. تا سال ۲۰۱۱ ،ام‌بی‌سی ۱۶۵ میلیون بیننده گزارش کرده است.

## شبکه‌های تلویزیونی و سرویس های ام‌بی‌سی
این شرکت دارای چندین شبکه رادیویی و تلویزیونی است که از طریق ماهواره‌های عرب ست، نایلست و یاهست قابل دریافت است و همچنین همگی به جز شبکه های اچ دی و شبکه ام‌بی‌سی پلاس واریته، رایگان هستند. این شبکه‌ها عبارت اند از:
- ام‌بی‌سی ۱

اولین شبکه این گروه ام‌بی‌سی ۱ بود که در ۱۸ سپتامبر ۱۹۹۱ تأسیس شد که به پخش رویدادهای روز جهان عرب و همچنین فیلم، سریال و اخبار عربی می‌پردازد. این شبکه همچنین مسابقاتی همچون عرب آیدل و اربز گات تلنت را از روی نسخه‌های آمریکایی آن برای عرب زبان‌ها ساخته‌ است. این شبکه به نوعی شبکه اصلی و عمومی این گروه تلقی می‌شود. ام‌بی‌سی ۱ تنها شبکه‌ ام‌بی‌سی است که از ماهواره هاتبرد در اروپا قابل دریافت است.
- ام‌بی‌سی ۲

در سال ۲۰۰۳ راه اندازی شد و صرفاً به پخش فیلم‌های سینمایی هالیوود می‌پردازد.
- ام‌بی‌سی ۳

ام‌بی‌سی به سرعت دریافت که ۴۰ درصد از بینندگانش را افراد زیر ۱۵ سال تشکیل می‌دهند. به همین منظور در سال ۲۰۰۴ شبکه مخصوص کودکان ام‌بی‌سی ۳ را تأسیس کرد که به پخش کارتون و برنامه‌های مخصوص کودکان پرداخت.
- ام‌بی‌سی ۴

در سال ۲۰۰۵ راه اندازی شد و به پخش برنامه‌های تلویزیونی و نوجوان و به‌خصوص برنامه‌های شبکه‌های تلویزیونی آمریکا مثل سی‌بی‌اس و ای‌بی‌سی می‌پردازد و برنامه‌هایی نظیر اپرا، اینترتیمنت تونایت، صبح بخیر امریکا، اینساید ادیشن و مجموعه‌های تلویزیونی نظیر دوستان و سریال‌های ترکی با دوبله عربی همچون ایزل، نور و عشق ممنوع را پخش کرده‌است. ام‌بی‌سی ۴ و نوجوان یعنی در کل نگاه ویژه‌ای به مخاطبان زن دارد.این شبکه متعلق به عربستان سعودی می باشد.
- ام‌بی‌سی ۵

شبکه متخص به سرگرمی های خانوادگی که در ۲۱ سپتامبر ۲۰۱۹ راه اندازی شد. هدف این شبکه به‌طور کلی کشورهای مغربی و به‌طور خاص بینندگان مراکشی است.این شبکه متعلق به دولت عربستان سعودی می باشد.
- ام‌بی‌سی اکشن

در پنج مارس ۲۰۰۷شبکه‌ای جدید پا به عرضه ظهور گذاشت و به پربیننده‌ترین شبکه‌ ام‌بی‌سی تبدیل شد و این شبکه فقط به پخش فیلم و سریال‌هایی جدید آمریکایی در ‌ژانر اکشن، وحشت و تخیلی به زبان اصلی و با زیرنویس عربی می‌پردازد.
همچنین برنامه و مسابقات ورزشی نظیر آر‌ای‌دبلیو و دبلیو‌دبلیو‌ئی را پخش می‌کند. از جمله سریال‌های پخش شده در این شبکه می‌توان به سریال‌های معروفی همچون: ۲۴، فرار از زندان، لاست، سری مجموعه سی‌اس‌ای و سریال‌های ترکی با دوبله عربی همچون ایزل را پخش کرده‌است.این شبکه متعلق به عربستان سعودی می باشد.
- ام‌بی‌سی پرشیا

در سال ۲۰۰۸، ام‌بی‌سی هفتمین شبکه خود را به ایرانیان اختصاص داد، لازم است ذکر شود که این شبکه در تاریخ ۶ اکتبر ۲۰۱۸ راه اندازی مجدد شده و در حال حاضر روی ماهواره یاهست و یوتلست ۷ در حال پخش می‌باشد.
- ام‌بی‌سی مکس

در ۲۶ اکتبر ۲۰۰۸ افتتاح شد و فقط به پخش فیلم‌های کمدی عاشقانه و درام می‌پردازد.این شبکه متعلق به  عربستان سعودی  می باشد.
- ام‌بی‌سی درام

بعد از وقفه‌ای دوساله دهمین شبکه ام بی سی در۲۷ نوامبر ۲۰۱۰ تأسیس شد.
این شبکه تنها به پخش سریال‌های تلویزیونی از کشورهای عربی می‌پردازد و همچنین پخش می‌کند.این شبکه متعلق به دولت عربستان سعودی می باشد.
- ام‌بی‌سی بالیوود

ام‌بی‌سی، ام‌بی‌سی بالیوود را در ۲۶ اکتبر ۲۰۱۳ راه اندازی کرد. ام‌بی‌سی بالیوود چهاردهمین شبکه گروه ام‌بی‌سی است و هدف آن پخش ۲۴ ساعته سینمای هندی و بالیوود است که زیرنویس آن به زبان عربی است و مخاطبان آن از آسیای جنوبی و علاقه مندان عرب به سینمایی بالیوود هستند.این شبکه متعلق به هندوستان می باشد.
- ام‌بی‌سی مصر

جدیدترین عضو خانواده‌ ام‌بی‌سی، ام‌بی‌سی مصر است که در نهم نوامبر ۲۰۱۲ تاسیس شد که به پخش فیلم و سریال‌های کشور مصر و رویدادهای فرهنگی و هنری این کشور می‌پردازد. ام‌بی‌سی مصر جدی‌ترین رقیب تلویزیون روتانا مصر است.این شبکه متعلق به  مصر می باشد.
- ام‌بی‌سی مصر ۲

این شبکه در ابتدا سرویس دو ساعته جابه‌جایی زمان بود اما اکنون شبکه دوم برای مصر است و محتوای متفاوتی دارد.این شبکه نیز متعلق به مصر می باشد.
- العربیه

شبکه خبری وابسته به دودمان سلطنتی ال سعود و رقیب اصلی شبکه های الجزیره و بی‌بی‌سی عربی است. این شبکه در ۳ مارس ۲۰۰۳ هم‌زمان با ورود نیروهای نظامی آمریکا به عراق و چند روز قبل از سقوط بغداد تأسیس شد.
- ام‌بی‌سی اف ام و پانوراما اف ام

ام‌بی‌سی داری دو شبکه رادیویی موج اف ام است که ام بی سی اف ام در سال ۱۹۹۴ افتتاح شد و بر روی کشورهای حوزه خلیج فارس تمرکز دارد.
پانوراما اف ام صرفاً برای جوانان است در سال ۲۰۰۵ افتتاح شد. این رادیو جدیدترین آهنگ‌های جهان عرب را پخش می‌کند و به مسائل روزمره جوانان می‌پردازد.
- ام‌بی‌سی عراق

در سال ۲۰۱۹ و همزمان با جشن‌های سال نو میلادی در عربستان سعودی، مجموعه ام‌بی‌سی، شبکه جدید خود یعنی ام‌بی‌سی عراق را معرفی کرد که مخصوص بخش برنامه‌ها و سریال‌های عراقی است.این شبکه متعلق به عراق می باشد.
- واناسا

شبکه موسیقی ۲۴ ساعته که مخاطبان آن، جوانان عرب عمدتا در شرق عربستان سعودی است. این شبکه موزیک ویدیو، کنسرت، برنامه های موسیقی، سبک زندگی و همچنین سریال نمایش می‌دهد.
- ام‌بی‌سی.نت

یکی از پورتال های وب سرگرمی عربی در منطقه با ترکیبی از محتوا های ورزشی، سرگرمی، فیلم و موسیقی به همراه تعامل با کاربر و دارای ویژگی های شبکه های اجتماعی است.
- شاهد

اولین سرویس رایگان «ویدئو بر حسب تقاضا» در منطقه عرب با بزرگترین کتابخانه محتوای عربی است. شاهد بزرگترین سرویس پرمیوم وی او دی در جهان خارج از چین، ایالات متحده و هند است. شاهد کاتالوگی از برنامه های ام‌بی‌سی و همچنین محتوای خارجی دوبله یا زیرنویس ارائه می دهد. در ماه ژانویه سال ۲۰۲۰، اعلام شد که شاهد با دیزنی و فاکس برای ارائه بیش از ۳۰۰۰ ساعت محتوا از جمله جنگ ستارگان، مارول و آثار کلاسیک دیزنی مانند فروزن همکاری کرده است. این سرویس همچنین ۹ اصل عربی را اعلام کرد.
- ام‌بی‌سی امید

ام‌بی‌سی امید در ماه ژوئن سال ۲۰۱۳ راه اندازی شد تا عناصر روابط اجتماعی، مخاطب ام‌بی‌سی را مدیریت کند. با این ابتکار کمپین هایی مانند «سوری ها بدون آدرس» و «ستاره ها در کشتی» راه اندازی شد. در سال ۲۰۱۷، ام‌بی‌سی امید با هدف حمایت از کارآفرینان زن در مصر گسترش یافت.
- ام‌بی‌سی پلاس واریته

این یک شبکه سرگرمی ۲۴ ساعته است که محتوای متنوع غربی را پخش می‌کند. این شبکه اکنون به صورت انحصاری بر روی پلتفرم عرب ست، مای-اچ‌دی در دسترس است.
از این به بعد فرکانس جدید شبکه های ام‌بی‌سی در جهت یاهست ۱۱۸۸۱ میباشد از این طریق شما شبکه های ام‌بی‌سی را در سه جهت دریافت می کنید:  بدر، نایلست و یاهست

## سایر فعالیت‌ها
گروه‌ام‌بی‌سی در سال ۲۰۱۱، تصمیم به پخش هفت شبکه خود به صورت اچ دی گرفت. این شبکه‌ها بر خلاف شبکه‌های معمولی که آزاد پخش می‌شوند با سیستم کوناکس کدگذاری شده اند و تنها توسط رسیور های مخصوص شرکت تکنوست فقط در ماهواره‌های یاهست و نایلست قابل مشاهده‌ هستند.
ام‌بی‌سی همچنین شرکت ا۳ پروداکشن را در اختیار دارد که به پخش و فروش سریال‌های دوبله شده خارجی در کشورهای عربی و سرمایه‌گذاری در ساخت و تولید مجموعه‌های تلویزیونی تاریخی نظیر عمرفاروق، حسن حسین معاویه، کلوپاترا و برنامه‌های مستند می‌پردازد.

## انتقادات و جنجال‌ها
ام‌بی‌سی طبق رویه‌ای هر ساله خود به‌ مناسبت فرارسیدن ماه رمضان به پخش سریال‌های جنجال‌برانگیز به‌خصوص در رابطه با شخصیت‌های مذهبی_تاریخی پرداخته‌ است. در سال ۲۰۱۲ ام‌بی‌سی با همکاری بنیاد قطر سریال عمر فاروق را از شبکه اول خود پخش کرد که این سریال با واکنش شدید عده‌ای از مخالفان با تصویر کشیده شدن چهره خلفای راشدین شد، به حدی که عده از سلفیان افراطی در عربستان سعودی پس از پخش ۳ قسمت از این مجموعه در شبکه‌های اجتماعی تهدید به آتش کشیدن دفتر شبکه ام‌بی‌سی در جده کردند. به نوشته روزنامه مصری الیوم السابع، سید درویش، مسئول کمیته هنری جماعت اخوان المسلمین مصر، اعلام کرد که ما با رأی و نظر الازهر همبستگی داریم و با پخش این سریال به شدت مخالفیم چراکه ارائه تصویر خلفای اربعه در یک سریال تلویزیونی درست نیست.
شیخ علی عبدالباقی رئیس مرکز مطالعات الازهر با این سریال مخالفت کرده و اعلام کرده‌است که آنان سعی می‌کنند، تأیید الازهر را کسب کنند تا افکار باطل خود را ترویج دهند و اگر می‌خواستند به تاریخ اسلام خدمت کنند از بازیگران شراب‌خوار و رقاص استفاده نمی‌کردند. حامد سالم از وکلای دادگستری مصر از دادگاه این کشور خواست ماهواره نایل ست را مجبور کند، فعالیت هر شبکه‌ای که این سریال را از این ماهواره پخش کند، متوقف کند. ام‌بی‌سی ۱ بدون توجه به اعتراضات صورت گرفته، سریال را بدون هیچ وقفه‌ای از این شبکه پخش کرد. این سریال به گفته‌ام‌بی‌سی پرهزینه‌ترین و پربیننده سریال ساخته و پخش شده از این شبکه بوده‌است. صالح اللحیدان یکی از مراجع عربستان مالکان ام‌بی‌سی را مفسد فی الارض شناخت و خواستار مرگ آنان شد. همچنین پس از پخش سریال نور از ام‌بی‌سی، عبدالعزیز بن عبد الاه ال شیخ، مفتی عربستان سعودی،  پخش این سریال را جنگ غیر مستقیم با الله و رسول الله قلمداد کرد.